# Maslopușcea, Sarnî
Maslopușcea (în ucraineană Маслопуща) este un sat în comuna Strilsk din raionul Sarnî, regiunea Rivne, Ucraina.

## Demografie
Componența lingvistică a localității Maslopușcea
     Ucraineană (100%)
Conform recensământului din 2001, toată populația localității Maslopușcea era vorbitoare de ucraineană (100%).